# Theizé
Theizé é uma comuna francesa na região administrativa de Auvérnia-Ródano-Alpes, no departamento de Ródano. Estende-se por uma área de 11,89 km². Em 2010 a comuna tinha 1 309 habitantes (densidade: 110,1 hab./km²).